# Årets fodboldspiller i verden 2003
Årets fodboldspiller i verden 2003 blev vundet af Zinedine Zidane for tredje gang.

## Resultater

### Mænd
|    | Spiller             | Point |
| 1  | Zinedine Zidane     | 264   |
| 2  | Thierry Henry       | 186   |
| 3  | Ronaldo             | 176   |
| 4  | Pavel Nedvěd        | 158   |
| 5  | Roberto Carlos      | 105   |
| 6  | Ruud van Nistelrooy | 86    |
| 7  | David Beckham       | 74    |
| 8  | Raúl                | 39    |
| 9  | Paolo Maldini       | 37    |
| 10 | Andriy Shevchenko   | 26    |

### Kvinder
| Plac. | Spiller           | Point |
| ----- | ----------------- | ----- |
| 1     | Birgit Prinz      | 268   |
| 2     | Mia Hamm          | 133   |
| 3     | Hanna Ljungberg   | 84    |
| 4     | Victoria Svensson | 82    |
| 5     | Maren Meinert     | 69    |
| 6     | Bettina Wiegmann  | 49    |
| 7     | Malin Mostrom     | 23    |
| 8     | Katia             | 14    |
| 8     | Renate Lingor     | 14    |
| 10    | Marta             | 13    |
| 10    | Silke Rottenberg  | 13    |
| 12    | Marinette Pichon  | 11    |
| 13    | Charmaine Hooper  | 10    |